# Teddy Bridgewater
Teddy Bridgewater (Miami, Florida, Estados Unidos, 10 de noviembre de 1992) es un exjugador profesional de fútbol americano de la National Football League. Recientemente después de su última temporada en los Detroit Lions, decidió concluir con su carrera en la NFL para ser entrenador en una escuela secundaria de Miami.

## Carrera deportiva
Teddy Bridgewater proviene de la Universidad de Louisville y fue elegido en el Draft de la NFL de 2014, en la ronda número 1 con el puesto número 32 por el equipo Minnesota Vikings.
Luego de su breve paso por los Jets de Nueva York, Bridegewater fue intercambiado a los Saints de Nueva Orleans y jugó como quarterback  con Los Broncos de Denver. Al principio de la campaña 2019 sustituyó al mariscal titular Drew Brees luego de que sufriera una lesión en su mano de lanzamiento. Bridgewater logró un excelente rendimiento y consiguió 5 victorias.
Será agente libre al concluir esta temporada. .

## Estadísticas generales
| Año  | Equipo             | Yardas | Touchdowns | Intercepciones | Pases completados | Ratio |
| 2014 | Minnesota Vikings  | 2919   | 14         | 12             | 259/402 (64.4%)   | 85.2  |
| 2015 | Minnesota Vikings  | 3231   | 14         | 9              | 292/447 (65.3%)   | 88.7  |
| 2017 | Minnesota Vikings  | 0      | 0          | 1              | 0/2 (0.0%)        | 0.0   |
| 2018 | New Orleans Saints | 118    | 1          | 1              | 14/23 (60.9%)     | 70.6  |
| 2019 | New Orleans Saints | 1384   | 9          | 2              | 133/196 (67.9%)   | 99.1  |
| 2020 | Carolina Panthers  | 3733   | 15         | 11             | 340/492 (69.1%)   | 92.1  |
| 2021 | Denver Broncos     | 827    | 4          | 0              | 73/95 (60.9%)     | 116.4 |